# Akshardham
Akshardham (hindi: अक्षरधाम मंदिर) – hinduistyczny kompleks świątynny na wschodnim brzegu rzeki Jamuny w Nowym Delhi w Indiach. Został otwarty 6 listopada 2005 roku. Nawiązuje do tradycyjnej hinduskiej architektury. Jest zaliczany do największych hinduistycznych świątyń na świecie.
Świątynia, której pełna nazwa "Swaminarayan Akshardham" nawiązuje do wiecznej siedziby Swaminarajana, twórcy nurtu Swaminarayan zaliczanego do wisznuizmu. Budowę świątyni nakazał przywódca największej organizacji tego nurtu BAPS Pramukh Swami Maharaj; kamień węgielny położono 8 listopada 2000 r., a budowę zakończono 6 listopada 2005 r. Budowla powstała z różowego wapienia i białego marmuru. Świątynia ma prawie 43 m wysokości, 96,32 m szerokości, 108,5 m długości oraz 20 kopuł i wieżyczek. Wewnątrz znajdują się 234 misternie rzeźbione kolumny, 9 kopuł bogato ozdobionych rzeźbami w stylu świątyń dżinijskich i ponad 20 tysięcy rzeźb figuralnych. Głównym posągiem kultowym jest pozłacane murti Swaminarajana wysokości 3,35 m, siedzące na tronie z zielonego marmuru. Ponadto znajdują się tu posągi bóstw: Rama-Sita, Kryszna-Radha, Narajana-Lakszmi i Śiwa-Parwati. Podest świątyni o długości ponad 326 m ozdabiają wielkie rzeźby 148 słoni. Zewnętrzna ściana świątyni (mandovar) pokryta jest misternymi rzeźbieniami, w tym ponad 200 figurami świętych hinduistycznych. Świątynię z trzech stron otacza święte jezioro, zwane Narajan Sarowar. Jezioro okrąża kryty, dwupiętrowy krużganek (parikrama) o długości 2,2 km. Obok znajduje się niewielki Abhishek Murti ze złotą figurą Swaminarajana jako dziecka.
Akshardham jest też centrum kulturalnym. Na terenie kompleksu świątynnego o powierzchni prawie 405 tysięcy m² znajdują się:
- Hala Wartości (Sahadżanand Darszan), w której mieszczą się realistyczne figury naturalnej wielkości, przedstawiające sceny z życia Swaminarajana
- Wystawa Rejsu Łodzią (Sanskruti Wihar), podczas przejażdżki łodzią zwiedzający oglądają sceny figuralne (ponad 800 postaci), obrazujące ważne wydarzenia z 10 tysięcy lat indyjskiej historii
- Sala Kinowa (Nilkanth Darszan) udostępnia na gigantycznym ekranie projekcje filmu o dzieciństwie Swaminarajana
- Ogród Kultury o powierzchni prawie 90 tysięcy m², zdobią rzeźby bóstw i 65 posągów postaci historycznych oraz 900 tysięcy roślin z 250 gatunków.
- Fontanna Muzyczna (Jagnapurusz Kund) o wymiarach ponad 91 m na 91 m nad którą wznosi się ogromny posąg Swaminarajana, jest miejscem pokazów światło-dźwięk, ukazujących m.in. balet i ruchome projekcje postaci bóstw.
- Lotosowa Arena (Jogihridaj Kamal), forum w kształcie lotosu, gdzie znajdują się cytaty z dzieł wybitych twórców
- Jadalnia Premvati, oferuje dania kuchni wegetariańskiej
- Sklep z pamiątkami (Akszar Haat)[3]

Do świątyni prowadzi Brama Pobożności (Bhakti Dwar), pokryta 208 figurami bóstw i dwie Bramy Pawie (Mayur Dwar). Obok świątyni znajduje się stacja "Akshardham" delhijskiego metra.

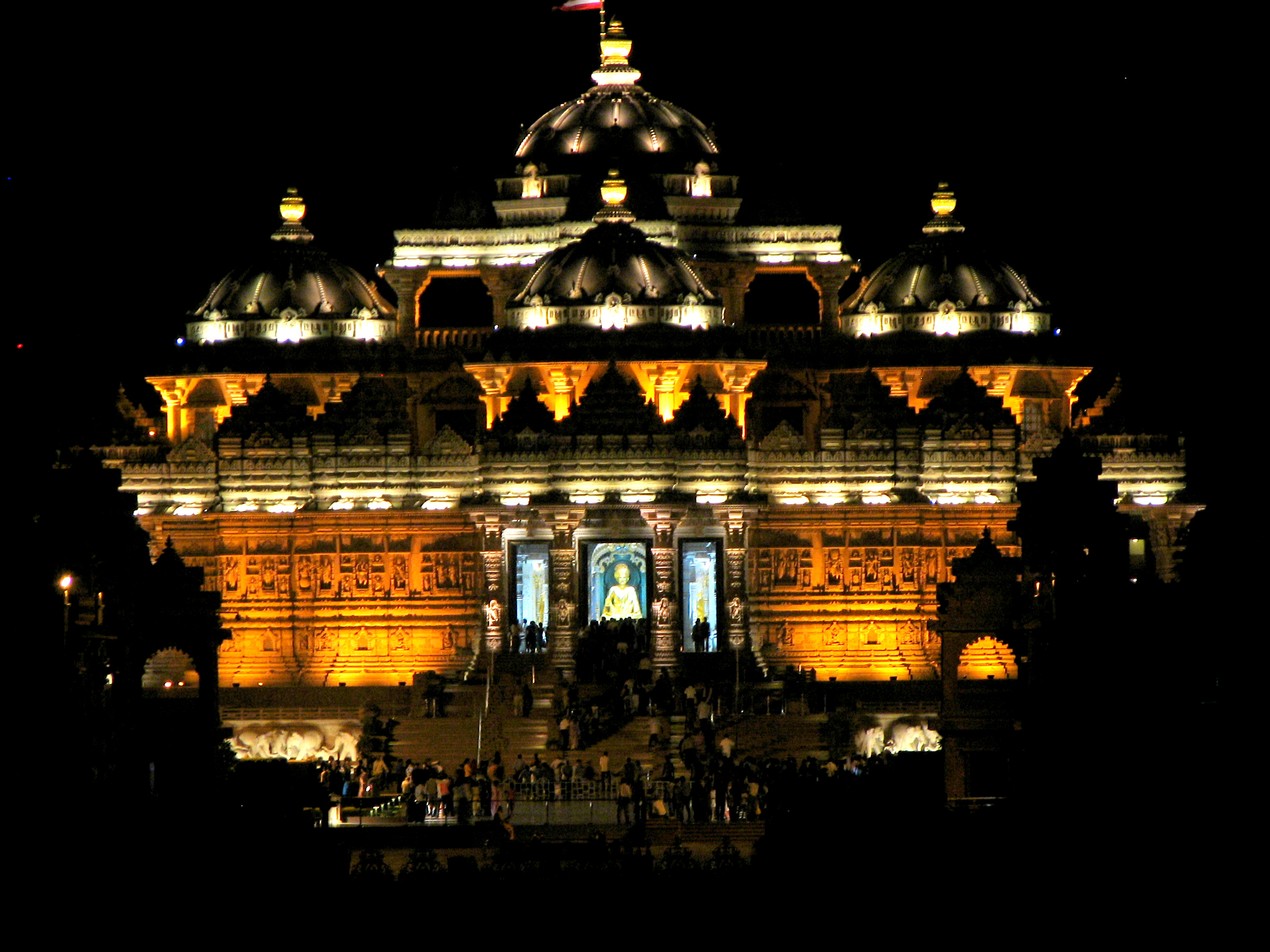
świątynia iluminowana nocą
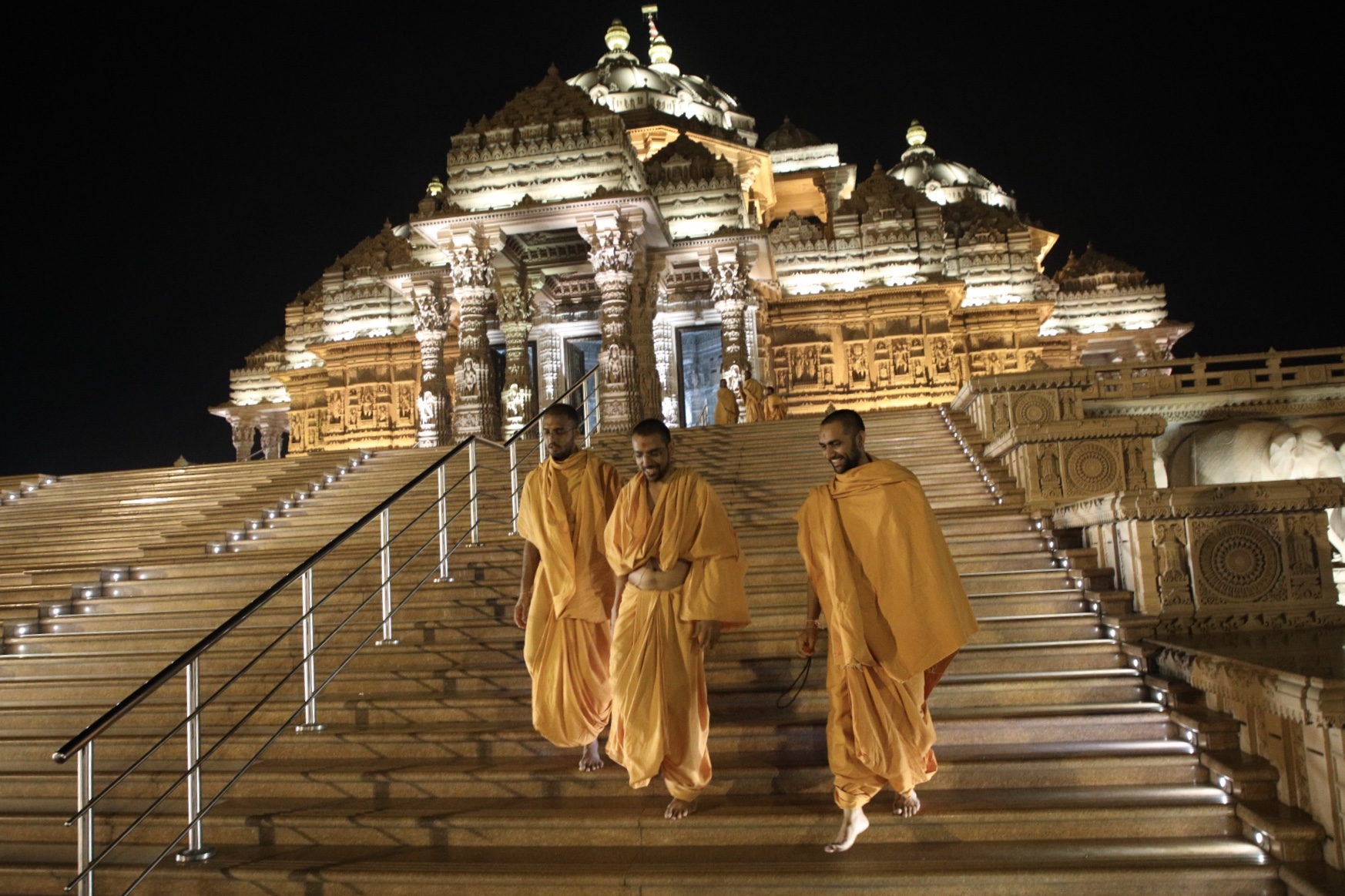
schody, prowadzące do świątyni
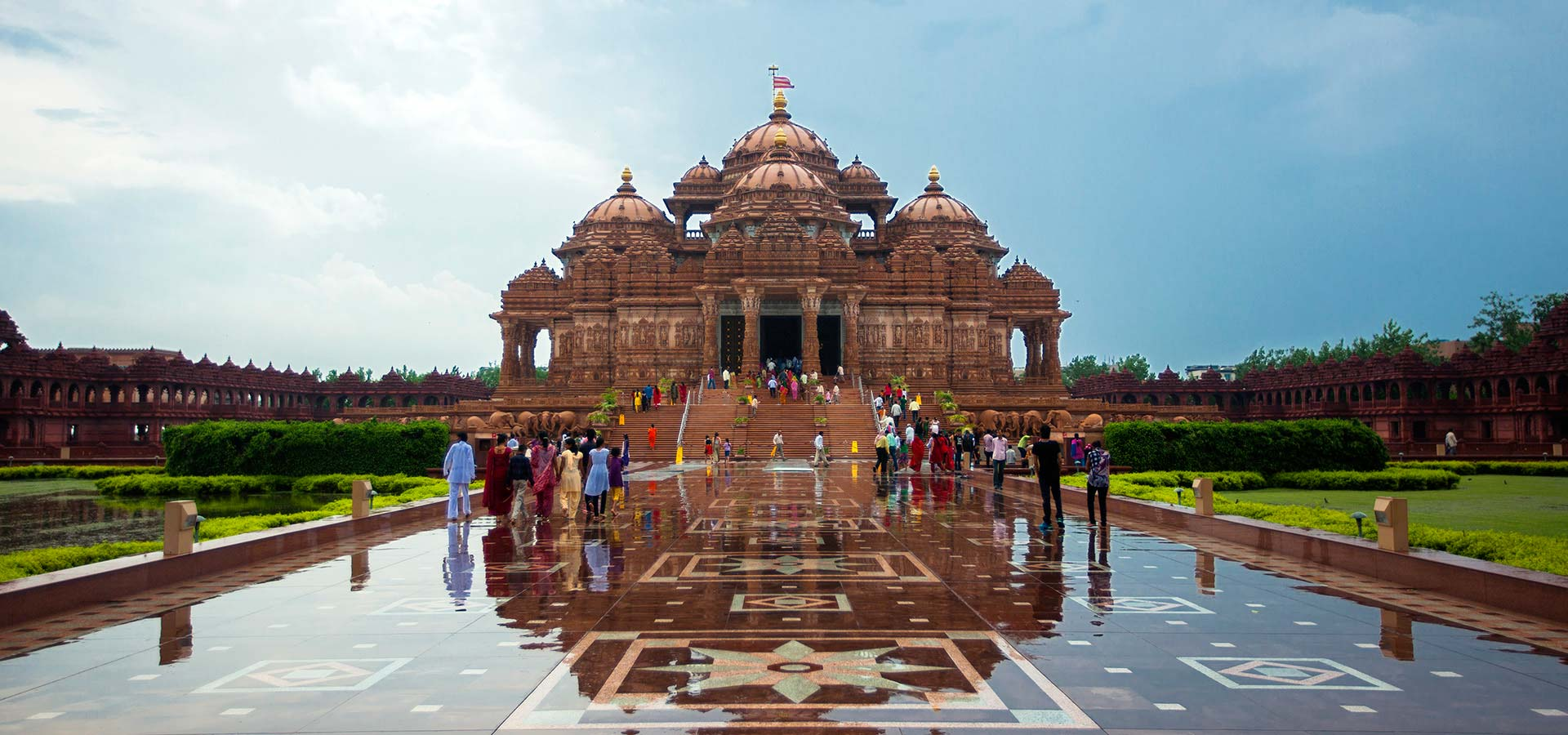
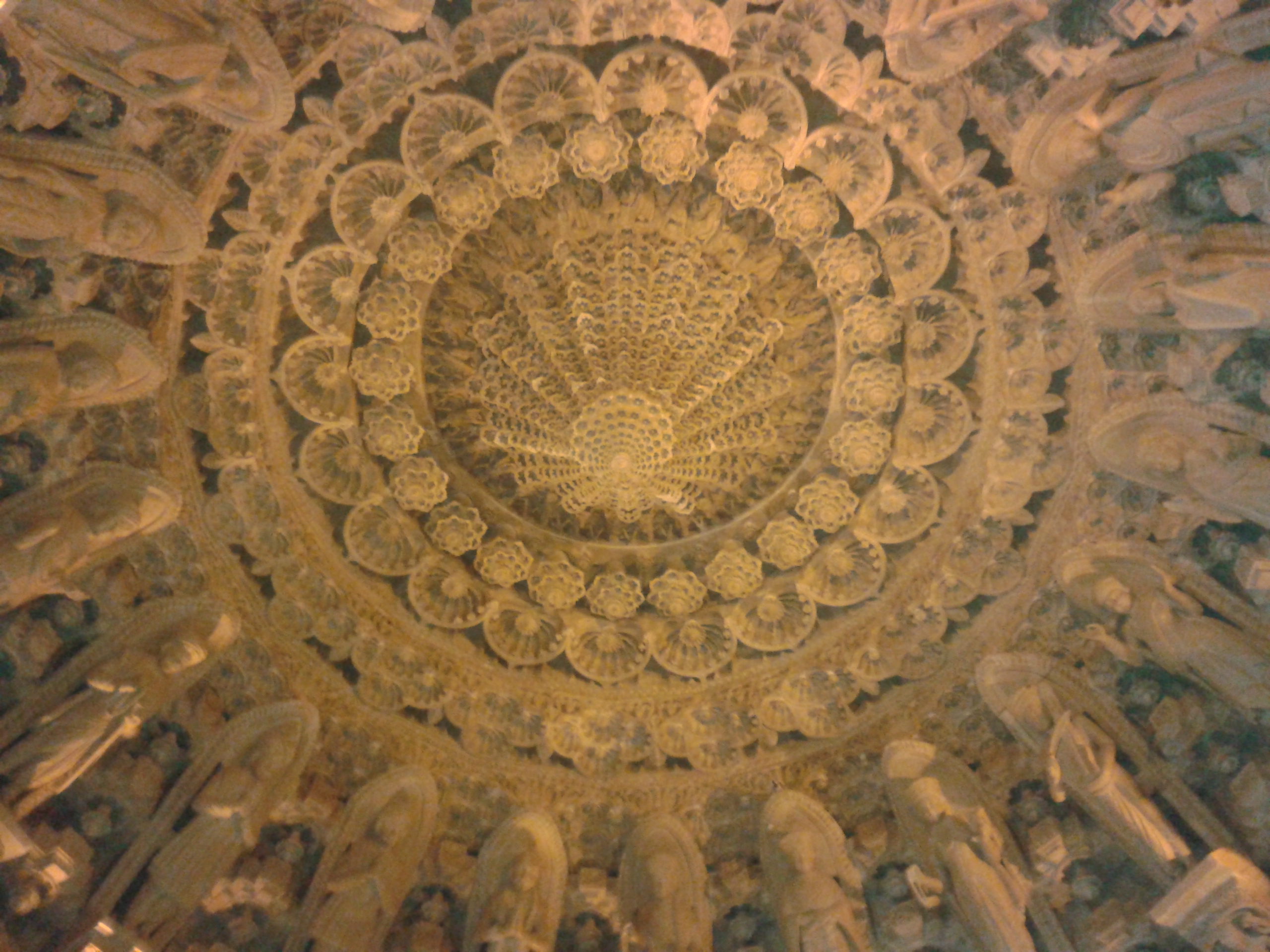
kopuła wewnątrz świątyni
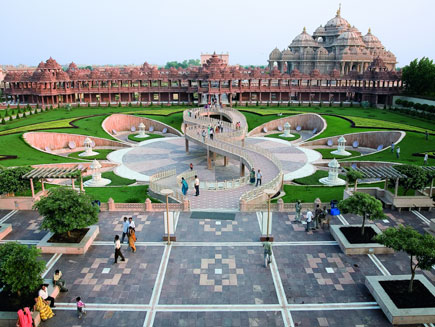
Lotosowa Arena
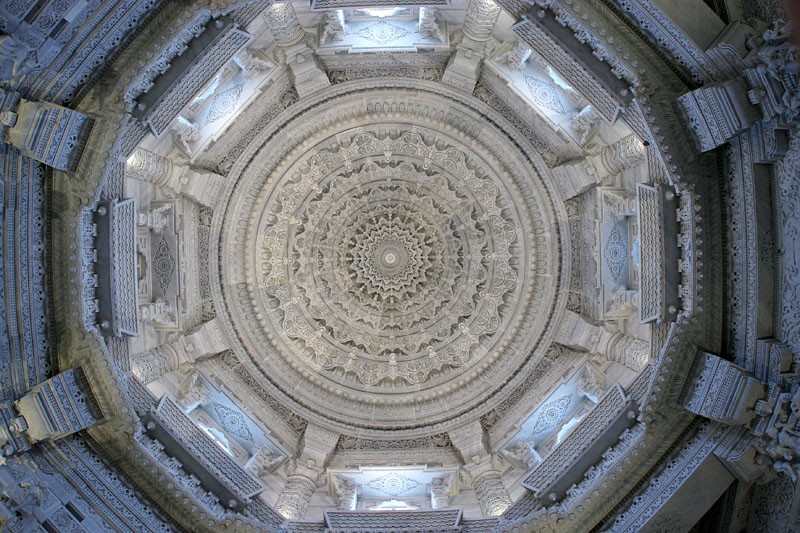
kopuła wewnątrz świątyni
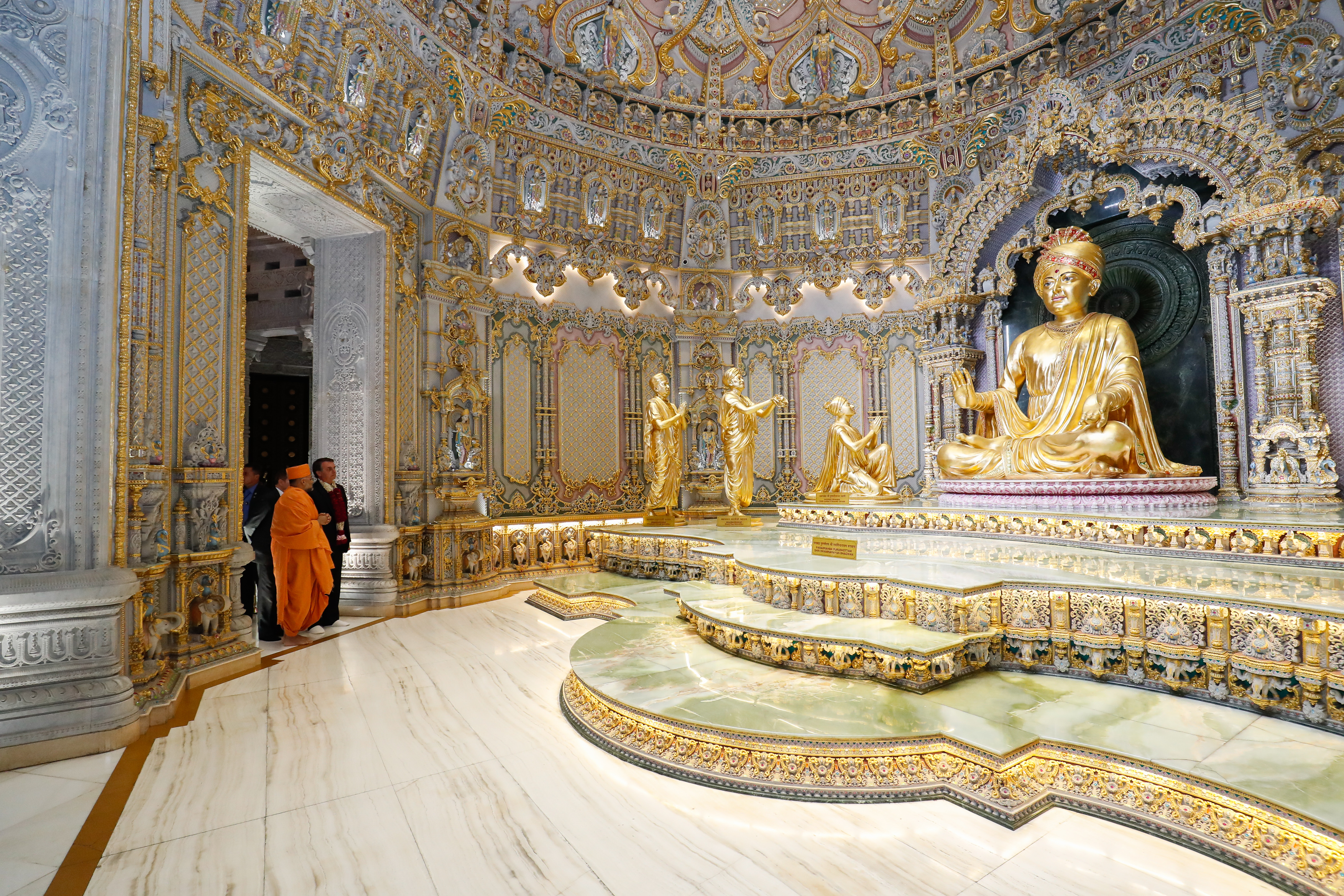
murti Swaminarajana
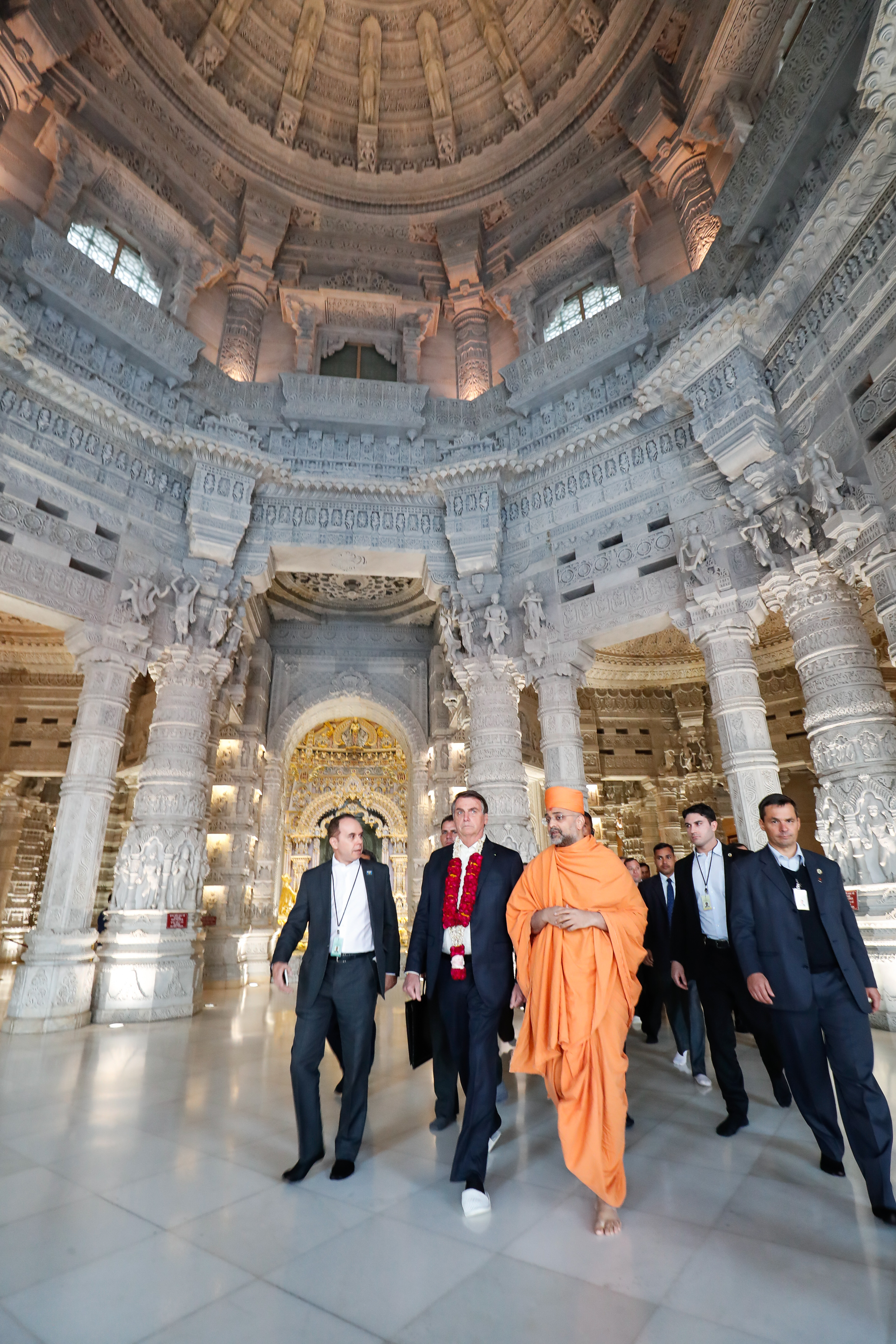
wewnątrz świątyni
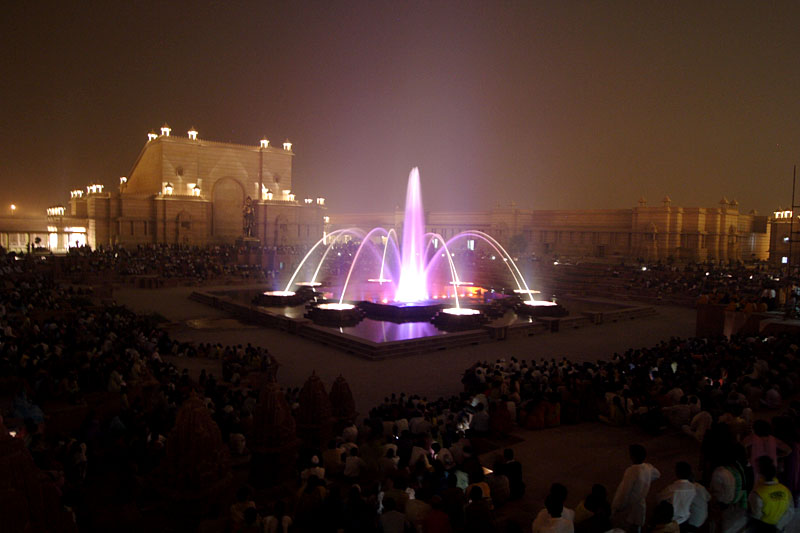
Fontanna Muzyczna